# Siegfried Peak
Siegfried Peak är en bergstopp i Antarktis. Den ligger i Östantarktis. Nya Zeeland gör anspråk på området. Toppen på Siegfried Peak är 1 504 meter över havet.
Terrängen runt Siegfried Peak är bergig norrut, men söderut är den kuperad. Trakten är obefolkad. Det finns inga samhällen i närheten. 